# غار صید محمد
اشکفت صید محمد مربوط به دوران فرادیرینه‌سنگی است و در شهرستان چرداول، بخش مرکزی، دهستان شباب واقع شده و این اثر در تاریخ ۱۷ اسفند ۱۳۸۱ با شمارهٔ ثبت ۷۹۸۷ به‌عنوان یکی از آثار ملی ایران به ثبت رسیده است.